# Gjergji Muzaka
Gjergji Muzaka (ur. 26 września 1984 w Tiranie) – albański piłkarz występujący na pozycji pomocnika, aktualnie gra w Skënderbeu Korcza występującym w Kategoria Superiore (I liga). Gra w reprezentacji Albanii w piłce nożnej.

## Kariera klubowa
Muzaka rozpoczął swoją karierę grając w Partizani Tirana, kiedy był jeszcze nastolatkiem. Był także zawodnikiem zespołu juniorów francuskiego Paris Saint-Germain. Oprócz Partizani Tirana grał też w KF Tirana, a następnie w Dinamie Tirana. Od stycznia 2011 jest wypożyczony do Skënderbeu Korcza.

## Reprezentacja narodowa
Swoje pierwszego gola w kadrze narodowej zdobył w pierwszym meczu kwalifikacji do Euro 2012 w 87 minucie meczu, sześć minut po wejściu na boisko.
Dzięki tej bramce Albania zremisowała 1:1 z reprezentacją Rumunii.